# Lithobius kastamonuensis
Lithobius kastamonuensis är en mångfotingart som beskrevs av Matic 1983. Lithobius kastamonuensis ingår i släktet Lithobius och familjen stenkrypare. Inga underarter finns listade i Catalogue of Life.